# لواء القطرانة
 لواء القطرانة هو لواء يتبع إداريا إلى مُحافظة الكرك ويمتد على طول الطريق المؤدي إلى العقبة، ويتشكل اللواء من ثلاث تجمعات سكانية وهي: مركز اللواء القطرانة، سد السلطاني، الوادي الأبيض. ويبلغ إجمالي عدد السكان (7940) نسمة.
مُعظم الأراضي الزراعية في لواء القطرانة هي أراضي غير مُستغله زراعيًا وهذا بسبب أن اللواء يُعد من المناطق الصحراوية الجافة، في الأردن، حيث تتجاوز درجة الحرارة صيفًا (40) درجة مئوية، إضافة إلى تذبذب مُعدلات هطول الأمطار.

## الموقع الجغرافي
يتبع لواء القطرانة إداريًا إلى محافظة الكرك، حيثُ أنَّه يقع في الجهة الشرقية منها، وهو اللواء السابع في المحافظة ويبعد مساقة 45 كيلومتر عن مركزها باتجاه الشرق.
ينقسم اللواء من حيث المجالس المحلية إلى بلديتين هُما:
- بلدية القطرانة.
- بلدية سد السلطاني.

يبلغ المعدل العام لدرجة الحرارة في لواء القطرانة حوالي (32) درجة مئوية وعليه؛ يُعد اللواء من المناطق الصحراوية الجافة في الأردن. يتسم اللواء بتدني وتذبذب مُعدلات هطول الأمطار في فصل الشتاء والتي يبلغ مُعدلها (150) ملم.

## المجالس البلدية
يوجد في اللواء بلديتين هما كتالي:

### بلدية القطرانة
في عام 1982م، تأسست بلدية لواء القطرانة، يتكون المجلس البلدي من 9 أعضاء وهم 6 ذكور و2 إناث. والبلدية مُصنفة ضمن بلديات الفئة الثانية. في عام 2010م قُدرت موازنة البلدية إلى 501 ألف دينار أردني. تقدم البلدية خدمة النظافة العامة بالإضافة إلى تعبيد الطرق وإنارة الشوارع وغيرها من الخدمات.

### بلدية السلطاني
في عام 2001م، تأسست بلدية السلطاني، عدد أعضاء المجلس 7 منهم 5 ذكور و2 إناث، والبلدية مُصنفة ضمن الفئة الرابعة. ويبلغ حجم ميزانية البلدية 282 ألف دينار أردني لعام 2010. تقدم البلدية العديد من الخدمات المُتنوعة للمجتمع المحلي.

## روابط خارجية
- دائرة الاحصاءات العامة